# Rudolf Merbeller

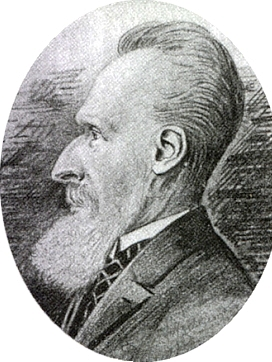
Zeichnung von Rudolf Merbeller (unbekanntes Datum, vermutlich späte 1920er oder 1930er Jahre)

Rudolf Merbeller (* 1858; † 1945) war ein böhmischer Finanzbeamter, Regionalhistoriker, Amateurarchäologe, Museumsgründer, Okkultist beziehungsweise Spiritist und Schriftsteller.

## Leben

### Privat- und Berufsleben
Merbeller entstammte einer gut situierten Familie; sein Vater arbeitete als Bezirkshauptmann in Salzburg und Teplitz. Er selbst war als kaiserlich und königlicher Steueramts-Adjunkt in Hohenelbe und später als Steuerkontrollor in Prag tätig.
Im Jahr 1904 gründete er das Prachatitzer Stadtmuseum und erwarb sich so „größte Verdienste um den Böhmerwald“. Bis mindestens 1934 leitete er das Museum „selbstlos und hingebungsvoll“, auch wenn „ihm für sein Engagement oft Undankbarkeit entgegengebracht“ wurde. In der Region um Prachatitz bemühte er sich intensiv um die Ermittlung ur- und frühzeitlicher Funde, wobei sich seine archäologischen Studien allerdings im Nachhinein oftmals als fehlerhaft erwiesen. So stammten diverse von ihm für das Museum beschaffte Exponate nicht wie von ihm angegeben aus der Germanenzeit, sondern aus dem Mittelalter. Gleichwohl gelang ihm die korrekte Feststellung bronzezeitlicher Hügelgräber bei Witjejitz und Pfefferschlag.
Seine Heimat gehörte bis 1918 innerhalb der Realunion Österreich-Ungarn zum cisleithanischen Königreich Böhmen, danach zur Tschechoslowakei (während dieser Periode trug der Ort Prachatitz den Namen Prachatice) und ab 1938 infolge des Münchner Abkommens zum Deutschen Reich. Merbeller beherrschte die tschechische Sprache nicht. Er war verheiratet und hatte vier Kinder; seine Ehefrau verstarb im Dezember 1919.

### Okkultismus
Im Jahr 1928 veröffentlichte Merbeller im Selbstverlag die Schrift Meine Einblicke in die Jenseitswelt. Auf Grund zahlreicher eigener Erlebnisse. In diesem Büchlein beschrieb er detailliert seine Erfahrungen mit zahlreichen übernatürlichen Phänomenen. Ein erstes Erlebnis dieser Art sei ihm laut eigener Aussage am 17. April 1915 widerfahren, als er auf der Straße zwischen Prachatitz und Pfefferschlag einem „Phantom“ begegnete. Seitdem nahm er immer wieder unerklärliche Geräusche, plötzlich auftauchende und verschwindende Personen oder Gegenstände, Geisterscheinungen und ähnliches wahr und sah sich im Laufe der Zeit als Medium.
Durch einen im Januar 1931 in der Wiener okkultistischen Zeitschrift Das neue Licht erschienenen Artikel mit der Überschrift „Entdeckung eines unerreichten Mediums?“ wurden Merbellers Behauptungen erstmals überregional bekannt. Im Auftrag der Österreichischen Gesellschaft für Psychische Forschung untersuchten daraufhin der evangelische Theologe und Hochschullehrer Richard Adolf Hoffmann Anfang Juni 1931 sowie anschließend Zoe Wassilko von Serecki und Otto Meixner im Sommer 1931 den Fall während zwei- respektive zehntägiger Aufenthalte in Prachatitz. Letztere beide stellten rasch fest, dass den angeblichen Geisterphänomenen Streiche der Prachatitzer Bürger zugrunde lagen. Einer von ihnen gab zu Protokoll, dass Merbeller selbst viel Schuld daran trage, dass man ihn „dermaßen verulke, weil er fortwährend etwas erleben wolle und alles glaube“. Mutmaßlicher Ausgangspunkt sei wohl Merbellers Lektüre okkulter Bücher gewesen, deren Inhalt er Mitbürgern erzählt habe, woraufhin diese „in ihm ein geeignetes Objekt für ihre Späße sahen“. Serecki und Meixner empfanden für den zu diesem Zeitpunkt etwa 73-jährigen Merbeller, der beide „mit ausgesuchter Liebenswürdigkeit“ empfangen hatte, gleichsam Mitleid und Sympathie. So schrieb von Serecki beispielsweise wohlwollend:
„Herr Merbeller ist der Gründer und Leiter des städtischen Museums von Prachatitz. Er besitzt kunsthistorische Kenntnisse und ist ein Mann von Bildung und Manieren. Sein Wesen ist vornehm, gütig und würdig. Aber wie die Sprache aufs Okkulte kommt, wird er ein anderer. [...] Herr Merbeller macht den Eindruck, als litte er an einer monoideistischen Wahnbefangenheit okkulten Inhalts. Innere Vereinsamung seit dem Tode seiner Frau und dem Fortziehen seiner vier Kinder, dürfte dazu beigetragen haben. [...] Wie gerne hätten wir ihm doch geholfen, seinen Lebensabend würdiger zu gestalten.“
Die Besucher teilten Merbeller ihre Beobachtungen zwar „schonend, aber aufrichtig [und mit] Überredungskunst und Herzenswärme“ mit, dieser wollte jedoch nicht an einen Betrug glauben und unterstellte Serecki und Meixner, ihre Sichtweise sei durch böse Geister beeinflusst. Daraufhin sprachen sie mit dem Prachatitzer Bürgermeister Karl Pechtl, der – „wie die ganze Stadt“ – wusste, dass „alles Unfug“ war. Er sagte zu, einen Erlass an alle Gastwirte erwirken zu wollen, damit zumindest in deren Häusern „der Unfug ein Ende nehme“. In ihrem Abschlussbericht kam Serecki im Januar 1932 zu folgendem Ergebnis:
„[...] Allerdings sollte man meinen, dass ohnehin niemand ernst nimmt, was in Prachatitz geschieht. Das ist aber nicht der Fall und deshalb bedeutet das Ganze eine Gefahr für die Parapsychologie. Um ihr zu begegnen, veröffentlichen wir unter Nennung von Namen unser Material über diesen negativen, aber psychologisch interessanten Fall mit solcher Ausführlichkeit und trotzdem uns Herr Merbeller leid tut, denn in der Wissenschaft geht die Feststellung der Wahrheit auch der Schonung eines noch so bedauernswerten Einzelnen vor. Das Ergebnis unserer [...] Untersuchung ist, dass ausnahmslos alles, was wir in Prachatitz gesehen haben, mehr oder weniger plumpe Täuschung war. [...] Merbellers Buch [...] ist in Anbetracht seiner Kritiklosigkeit wertlos. Einzigartig dürfte es sein, dass hier nicht das Medium der Betrüger, sondern der Hintergangene ist, und das seit zehn Jahren. Dass ein Großteil der Einwohner von Prachatitz, darunter die besten ‚Freunde‘ Merbellers, durch Vorspiegelung von Phänomenen den alten Mann dauernd tiefer in seinen Wahn, ein Medium zu sein, hineinhetzen, ist gewissenlos und ein Skandal, der die schärfste Verurteilung verdient. Andererseits provoziert Merbeller die Leute selber, indem er [...] so lange nach Geistern ruft, bis sich jemand seiner erbarmt und ihm etwas vormacht.“

## Publikationen (Auswahl)
- Prähistorische Plauderei aus dem südlichen Böhmerwald. In: Deutsche Heimat – Blatt für deutsche Volkskunde und Kulturgeschichte in Österreich. Jahrgang 2, Hefte 11/12, 1907, Seiten 124 ff.
- Sprüche auf Schützenkorps-Bestscheiben im Prachatitz. In: Deutsche Heimat – Blatt für deutsche Volkskunde und Kulturgeschichte in Österreich. Jahrgang 2, Hefte 23/24, 1907, Seiten 270–272.
- Meine Einblicke in die Jenseitswelt. Auf Grund zahlreicher eigener Erlebnisse. Selbstverlag, Prachatice, 1928.